# Отвоцьк-Великий
Отвоцьк-Великий (пол. Otwock Wielki) — село в Польщі, у гміні Карчев Отвоцького повіту Мазовецького воєводства.
Населення — 714 осіб (2011).
У 1975-1998 роках село належало до Варшавського воєводства.

## Демографія
Демографічна структура станом на 31 березня 2011 року:
|          | Загалом | Допрацездатний вік | Працездатний вік | Постпрацездатний вік |
| -------- | ------- | ------------------ | ---------------- | -------------------- |
| Чоловіки | 337     | 48                 | 258              | 31                   |
| Жінки    | 377     | 68                 | 224              | 85                   |
| Разом    | 714     | 116                | 482              | 116                  |